# Anton Gindely

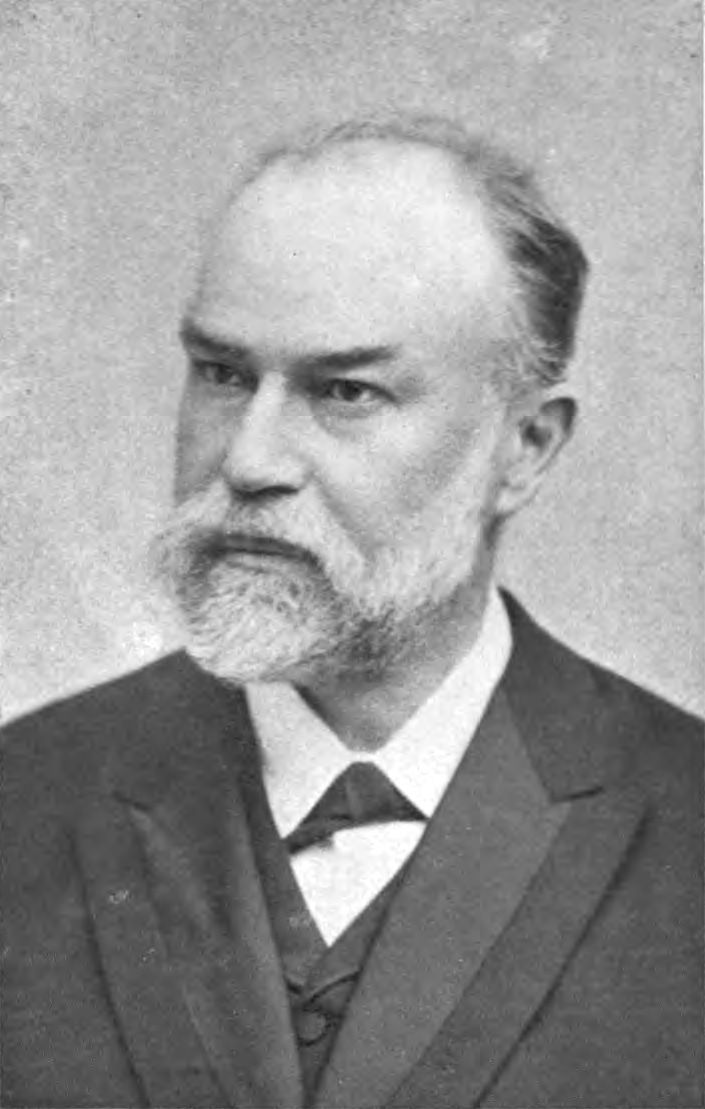
Antonín Gindely

Anton Gindely (eigentlich Gindele; * 3. September 1829 in Prag, Königreich Böhmen; † 27. Oktober 1892 ebenda) war ein Historiker, Hochschullehrer und einflussreicher Interpret der Landesgeschichte in Böhmen.

## Herkunft
Anton Gindely war ein Sohn des Joseph Gindele (1792–1867), Tischlermeister in Prag, der aus einer Familie stammte, die um 1720 auf eine Grundherrschaft der ungarischen Grafen Karolyi von Nagykaroly in Nagykaroli eingewandert war, und der Veronika, geb. Vila, die aus Böhmen stammte und 1873 verstorben ist. Anton Gindely ehelichte 1862 Minna Behse, aus Livland.

## Leben und Wirken
Im Leben wie in den Veröffentlichungen von Anton Gindely spiegelt sich die nationale und kulturelle Vielgestaltigkeit der Habsburgermonarchie. Sein Vater war ein deutschsprachiger Handwerker, aus Ungarn stammend; seine Mutter Veronika war eine tschechischsprachige Frau aus Böhmen. Seine Erziehung erhielt er in deutscher Sprache. So weiß ich mich in einzelne Nationalitäten hineinzuleben, ohne im mindesten von einer befangen zu sein, schrieb er in einem Brief. Gindely studierte zunächst Theologie, Rechtswissenschaft, Philosophie und Geschichte an der Karls-Universität Prag, war Schüler von Constantin von Höfler und František Palacký und promovierte 1852 zum Doktor der Philosophie. Er lehrte danach u. a. an der k.k. böhmischen Realschule in Prag, von 1853 bis 1855 an der K. u k. Franzens-Universität in Olmütz (heute: Palacký-Universität Olomouc) als Lehrstuhlvertreter, unternahm mit finanzieller Unterstützung ausgedehnte Archivreisen in Böhmen, Polen, Deutschland, Frankreich, Spanien und den Niederlanden. Seit 1867, als ordentlicher Professor für österreichische Geschichte an der Karls-Universität Prag unterrichtete er unter anderem Josef Kalousek.
Im gleichen Jahr begann er auch seine Tätigkeit als Landesarchivar von Böhmen. Von großer Bedeutung war 1855 die Gründung der Quellenedition „Monumenta Historica Bohemica“. 1864 erfolgte seine Wahl in die Königlich böhmische Vereinigung der Wissenschaften, 1870 wurde er ordentliches Mitglied der Österreichischen Akademie der Wissenschaften und 1890 Mitglied der Königlich böhmischen Gesellschaft der Wissenschaften.
Durch den Einfluss seines Vaters konnte er sich nie mit den nationalen Bestrebungen der Tschechen anfreunden und war Interessenvertreter der Österreichisch-Ungarischen Monarchie. In der sich damals national polarisierenden Gesellschaft Böhmens, auf der einen Seite die Deutschen, auf der anderen die national denkenden Tschechen, fand er sich schwer zurecht. Er soll versucht haben, eine politische Partei der Mitte zu gründen, aber die Arbeit an der Universität ließ ihm nicht genügend Zeit dazu.
Anton Gindely war ein außerordentlich produktiver Historiker. Er schuf ein umfangreiches Werk, das sich größtenteils mit der Geschichte des 17. und 18. Jahrhunderts befasst. In den ersten Jahren widmete er sich vor allem der Zeit der Hussiten sowie der Böhmischen Brüder. Dazu edierte er die „Quellen zur Geschichte der böhmischen Brüder“ und die „Decrete der Brüdergemeinde“. Es folgten Bücher über die Zeit der Herrschaft von Kaiser Rudolf II., über den Dreißigjährigen Krieg und über dessen Vorgeschichte, insbesondere über den Ständeaufstand von 1618. Seine mehrbändige „Geschichte des böhmischen Aufstandes“ erschien in deutscher und in tschechischer Sprache. In Vorbereitung darauf durchforschte Gindely erstmals systematisch die Archive fast aller am Dreißigjährigen Krieg beteiligten Mächte, darunter die Staatsarchive in Prag, Wien, München, Sachsen, Braunschweig-Wolfenbüttel, Stockholm, Paris, Brüssel (Kanzlei der Spanischen Niederlande) sowie das Archivo General de Simancas. Durch die von ihm erschlossenen Quellen stellte er die Forschung zur Geschichte von Mitteleuropa in der ersten Hälfte des 17. Jahrhunderts auf eine neue Grundlage. Auch Golo Mann erwähnt ein Jahrhundert später in seinem Buch: Wallenstein. Sein Leben erzählt von Golo Mann, wie sehr ihm die Forschungen von Gindely nützlich waren.
Auch als Archivar und Universitätsprofessor vergaß Gindely seine Anfänge als Geschichtslehrer nicht, er sah sich weiterhin auch als Pädagoge und verfasste Lehrbücher für alle Schulstufen. Sie waren in Österreich-Ungarn bis 1918 in vielerlei Ausgaben und vielen Auflagen in Gebrauch und wurden aus dem Deutschen in die anderen Hauptsprachen der k.k. Monarchie übersetzt: ins Tschechische, ins Ungarische und ins Italienische.

## Schriften (in Auswahl)

### Monographien in deutscher Sprache
- Über des Johann Amos Comenius Leben und Wirksamkeit in der Fremde. Kaiserliche Akademie der Wissenschaften in Wien – Philosophisch-Historische Klasse, Wien 1855.
- Religiöse Verhältnisse in Böhmen und Mähren in der ersten Zeit der Regierung Maximilians II. Jahresbericht der k.k. böhmischen Realschule in Prag, Prag 1857.
- Böhmen und Mähren im Zeitalter der Reformation. Geschichte der böhmischen Brüder. 2 Bände. Friedrich Tempsky, Prag 1857–1858
  - Band 1: 1450–1564. 1857.
  - Band 2: 1564–1609. 1858.
- Beiträge zur Geschichte des 30-jährigen Krieges. Kaiserlich-königliche Hof- und Staatsdruckerei, Wien 1859. Google Digitalisat
- Rudolf II. und seine Zeit, 1600–1612. 2 Bände. Carl Bellmann, Prag 1863 und 1865.
- Geschichte der Ertheilung des böhmischen Majestätsbriefes von 1609. Friedrich Tempsky, Prag 1868. Google Books
- Geschichte der böhmischen Finanzen von 1526 bis 1618. Kaiserlich-königliche Hof- und Staatsdruckerei, Wien 1868.
- Geschichte des dreißigjährigen Krieges. Friedrich Tempsky, Prag 1869–1880 (abweichende Bandzählung in späteren Auflagen)
  - Band 1: Geschichte des Böhmischen Aufstandes von 1618. 1869. MDZ
  - Band 2: Die Strafdekrete Ferdinands II. und der Pfälzische Krieg, 1621 bis 1623. 1880.
- Erweiterte und bis 1648 fortgeführte Neuausgabe:

Geschichte des dreißigjährigen Krieges in drei Abteilungen. Friedrich Tempsky, Prag, und G. Freytag, Leipzig, 1882
- - I. Abteilung: Der böhmische Aufstand und seine Bestrafung, 1618 bis 1621 Google Digitalisat
  - II. Abteilung: Der niedersächsische, dänische und schwedische Krieg bis zum Tode Gustav Adolfs, 1622 bis 1632 Google Digitalisat
  - III. Abteilung: Der schwedische Krieg seit Gustav Adolfs Tode und der schwedisch-französische Krieg bis zum Westfälischen Frieden, 1632 bis 1648 Google Digitalisat
- Waldstein während seines ersten Generalats im Lichte der gleichzeitigen Quellen 1625-1630. 2 Bde., Prag und Leipzig 1886
- Illustrierte Geschichte des 30-jährigen Krieges. Friedrich Tempsky, Prag 1887.
- Zur Beurtheilung des kaiserlichen Generals im 30-jährigen Kriege, Albrechts von Waldstein. Eine Antwort an Dr. Hermann Hallwich. Friedrich Tempsky, Prag 1887
- Die maritimen Pläne der Habsburger und die Antheilnahme Kaisers Ferdinand II. am polnisch-schwedischen Kriege während der Jahre 1627–1629. Ein Beitrag zur Geschichte des 30-jährigen Krieges. Friedrich Tempsky, Prag 1890.

### Monographien in tschechischer Sprache
- Dějiny českého povstání léta 1618 (deutsch Geschichte des tschechischen Aufstandes im Jahre 1618). 4 Bände. Bedrich Tempsky, Prag 1869–1880